# La Baïse (pétrolier ravitailleur)
Pour les articles homonymes, voir Baïse (homonymie).
La Baïse est un navire auxiliaire  de la Marine nationale française. La construction de ce pétrolier ravitailleur d’escadre débute en 1940 mais elle s'interrompt durant la Seconde Guerre mondiale puis elle est reprise. Il est prêté à la marine marchande française de 1948 à 1949 puis de 1951 à 1954. Enfin, en 1957, il est rattaché à la 3e région maritime. Il finit son existence comme cible au large de Toulon le 2 mai 1983. Il appartient à la classe Adour.

## Histoire
La Baïse est programmée en 1938. Ce navire, commandé par la Marine nationale aux Ateliers et chantiers de la Seine-Maritime (ACSM) — chantiers Worms, au Trait —, est mis sur cale le 30 mai 1940. Sa construction, interrompue par la Seconde Guerre mondiale, est reprise vers novembre 1941 (pour le compte de la Marine nationale française), puis de nouveau interrompue les Allemands donnant de 1942 à 1944 la primeur à leurs projets. Retrouvé sur cale à la Libération, la construction reprend avant décembre 1945. Mis à l'eau le 30 novembre 1948, il est confié à la Société française de transports pétroliers (SFTP). Il ne fait que la traversée de Rouen à Cherbourg et reste immobilisé. La Marine nationale le reprend le 19 février 1949 et le place en réserve normale le 4 mars 1949. Puis de nouveau le fréte en mai 1951 à la Société mazout transports jusqu'en mai 1954. Revenu à la Marine nationale en 1955, une refonte du 1er mars au 20 septembre 1955 le transforme en pétrolier ravitailleur d’escadre (PRE). Il est alors réadmis au service actif le 1er janvier 1957 avec le numéro A 625. Finalement il est désarmé le 14 septembre 1966. 
De 1970 au 5 juillet 1982 il succède à l'ex-contre-torpilleur Albatros (coque no Q 167) pour servir sous le numéro de quille Q 418 comme brise-lames à Port-Avis (île du Levant). Finalement cette coque est remorquée par la gabare La Persévérante pour laisser place à celle de ex-pétrolier ravitailleur d'escadre La Saône (coque no Q 622). Enfin il sert de cible le 2 mai 1983 au large de Toulon pour un groupe de bâtiments composé du Clemenceau, du Foch, du Colbert et du Guépratte.